# Brindister (West Mainland)

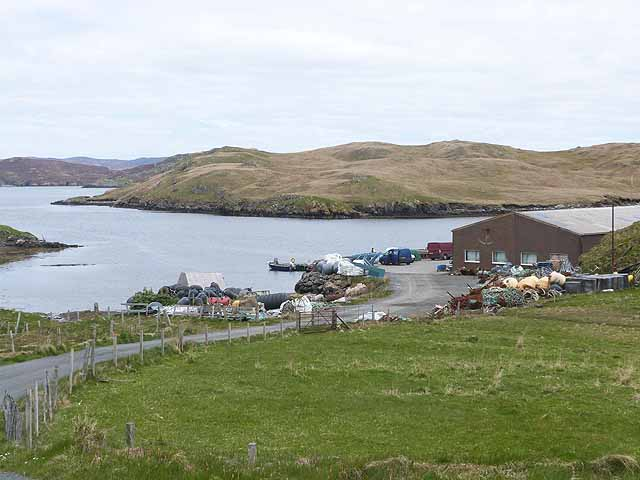
Blick von Südwesten auf den Ort

Brindister ist eine Ortschaft, die in Schottland im Westen der Shetlandinseln liegt.

## Geographie
Brindister ist eine kleine Ortschaft, die im Westen von Mainland am westlichen Ufer der Bucht Brindister Voe liegt. Nach Lerwick sind es 24 Kilometer im Südosten, nach Walls 8 Kilometer im Südwesten. Eine Ortschaft in der Nähe ist West Burrafirth im Westen.

## Historisches
Im Rahmen der historischen Gliederung Schottlands in Civil Parishes zählt Brindister zu Sandsting.